# Enrico Donati
Enrico Donati (Milano, 19 febbraio 1909 – New York, 25 aprile 2008) è stato un pittore statunitense.

## Biografia
Figlio di Federico Donati e Marianna Vita, nipote di Angelo Donati, nato a Milano nel 1909, Enrico Donati studiò economia all'Università degli Studi di Pavia e nel 1934 si trasferì negli Stati Uniti, dove frequentò la New School for Social Research e l'Art Students League of New York. Le sue prime mostre personali si tennero a New York nel 1942, alla New School for Social Research e alla Passedoit Gallery. In questa fase fu chiaramente attratto dal Surrealismo. Questo interesse fu rafforzato dall'incontro con André Breton e dal contatto con Marcel Duchamp e altri surrealisti europei presenti a New York in quel periodo. Un'opera tipica di questo periodo, St Elmo’s Fire (1944; New York, MoMA), contiene strane formazioni organiche che suggeriscono la vita sottomarina.
Donati fu uno degli organizzatori dell'Exposition Internationale du Surréalisme tenutasi a Parigi nell'estate del 1947, alla quale contribuì con un dipinto e due sculture. Alla fine degli anni '40 rispose alla crisi del Surrealismo attraversando una fase costruttivista, dalla quale sviluppò uno stile calligrafico e disegnò su catrame fuso, o diluì la pittura con trementina. Divenne anche associato allo Spazialismo, fondato da Lucio Fontana. Iniziò così la sua lunga fascinazione per la superficie e la texture, inclusa la mescolanza di pittura con polvere, che culminò negli anni '50 con i suoi Moonscapes, una serie che presenta somiglianze con il lavoro di Dubuffet. Il fossile divenne un tema centrale per Donati negli anni '60, e diede nuova importanza al colore nelle sue opere sui Fossili, come in Red Yellow Fossil (1964; Miami, Hills Col., vedi Selz, p. 19). Nel 1961, gli fu dedicata una grande retrospettiva al Palais des Beaux-Arts di Bruxelles e partecipò frequentemente a mostre collettive negli Stati Uniti e altrove. Ricoprì numerosi importanti incarichi di insegnamento e consulenza, tra cui quello di Visiting Lecturer alla Yale University (1962–1972).
La figlia Marina Donati, nata nel 1936 a Parigi, è una scultrice.

## Morte
Considerato da alcuni nel mondo dell'arte come uno degli ultimi Surrealisti, Enrico Donati morì nella sua casa di Manhattan il 25 aprile 2008, all'età di 99 anni. La salute di Donati era peggiorata dopo essere stato coinvolto, come passeggero, in un incidente in taxi nel luglio 2007. Alla fine, soccombette alle complicazioni derivanti dalle ferite riportate.

## Musei e collezioni
- The Museum of Modern Art, New York
- Guggenheim Museum, New York
- Whitney Museum of American Art, New York
- Washington University in St. Louis, Missouri
- Museum of Fine Art of Houston, Texas
- Boca Raton Museum of Art, Florida
- Royal Museums of Fine Arts of Belgium, Belgium
- Museum of International Center of Aesthetic Research, Turin
- Albright-Knox Art Gallery, New York
- The Detroit Institute of Art, Michigan
- University of Michigan Art Gallery, Michigan
- Baltimore Museum of Art, Maryland·Newark Museum Association, New Jersey
- Galleria Nazionale d'Arte Moderna, Rome
- Mitchener Foundation, Pennsylvania
- Massachusetts Institute of Technology, Massachusetts
- The Rockefeller Institute, New York
- Johns Hopkins Hospital, Maryland
- Yale University Art Gallery, Connecticut
- Washington Gallery of Modern Art, Washington D.C.
- Tougaloo College, Mississippi
- Israel Museum, Israel
- University Art Museum, University of California, Berkeley
- University of Texas at Austin
- Museum of Fine Arts, Florida
- Tacoma Art Museum, Washington
- St. Paul Art Center, Minnesota
- The Lowe Museum, University of Miami, Florida
- High Museum of Art, Georgia
- Doane University, Nebraska
- Seattle Art Museum, Washington
- Weinstein Gallery, San Francisco, CA
- Vassar College, New York
- Swarthmore College, Pennsylvania
- Minnesota Museum of American Art, Minnesota
- The Hirshhorn Museum and Sculpture Garden, Washington D.C.
- Museum of Art, Florida
- Orlando Museum of Art, Florida
- Housatonic Community College, Connecticut
- Arturo Schwarz Surrealist Foundation, Italy
- Gallerie di Piazza Scala, Milan, Italy,  magma bianco (archiviato dall'url originale l'11 aprile 2013).

## Esposizioni personali selezionate
- 2007, The Surreal World of Enrico Donati, de Young Museum, San Francisco
- 2006, Weinstein Gallery, San Francisco, California (Retrospective : 130 Selected works from the Artist's Personal Collection 1942 - 2001)
- 2004, 2005 Gallerie Les yeux fertiles, Paris
- 2000-04 Galerie Yoramgil, West Hollywood, California
- 1998 Galerie Yoramgil, West Hollywood, California (retrospective)
- 1997 Boca Raton Museum (retrospective)
- 1995-97 Maxwell Davidson Gallery, New York
- 1995-97 Horwitch Gallery, Scottsdale
- 1986, 1989, 1991, 1992, 1993 Louis Newman Galleries, Beverly Hills
- 1989 Galerie Zabriskie, Paris
- 1987 Zabriskie Gallery, New York
- 1985 Georges Fall, Paris
- 1994, 1990 Carone Gallery, Fort Lauderdale
- 1984, 1986, 1987 Gimpel & Weitzenhoffer, New York·1980 Grand Palais, FIAC, Paris
- 1980 Palm Springs Desert Museum, Palm Springs
- 1979 Osuna Gallery, Washington D.C.
- 1979 Phillips Collection, Washington D.C.
- 1950 Galleria del Milione, Milan·1950 Obelisco, Rome
- 1950 Paul Rosenberg Gallery, New York
- 1947 Galerie Drouant Gallery, Paris
- 1947, 1958 Syracuse University, New York
- 1945-47, 1949 Durand Ruel, New York
- 1944, 1959 Chicago Arts Club, Chicago
- 1944 G. Place Gallery, Washington D.C.
- 1942, 1944 Passedoit Gallery, New York
- 1979 Norton Gallery, Palm Beach
- 1978 Wildenstien Art Center, Houston
- 1978 Davenport Municipal Art Gallery, Iowa
- 1978 Hunter Museum of Art, Chattanooga
- 1977 Fairweather Hardin Gallery, Chicago
- 1977 Tennessee Fine Arts Center, Nashville
- 1977 Chrysler Museum, Norfolk
- 1977, 1979, 1982 Ankrum Gallery, Los Angeles
- 1977 Minnesota Museum of Art, St. Paul
- 1965 Obelisk Gallery, Washington D.C.
- 1964 Massachusetts Institute of Technology, Cambridge
- 1964, 1966 J.L. Hudson Gallery, Detroit
- 1962, 1963, 1966, 1968, 1970, 1972, 1974, 1976, 1980, 1982 Staempfli Gallery, New York
- 1962 Neue Gallery, Munich
- 1961 Palais des Beaux-Arts, Brussels
- 1954, 1955, 1957, 1959, 1960 Betty Parsons Gallery, New York
- 1953 Naviglio, Milan
- 1952, 1953 Cavallino, Venice
- 1952 Alexander Iolas Gallery, New York

## Esposizioni di gruppo selezionate
- 2005 Centre de Cultura Contemporania de Barcelona and Museo de Bellas Artes de Bilboa, Spain
- 2005 National Academy of Design, New York, and Phoenix Art Museum, Arizona
- 2002 Kouros Gallery, New York
- 2002 Philadelphia Museum of Art, Pennsylvania
- 2001-02 Tate Gallery, London and Metropolitan Museum of Art, New York
- 2001 Portland Art Museum, Oregon
- 2001 Cultural Center Bank of Brazil, Rio de Janeiro
- 1999-2004 Galerie Yoramgil, West Hollywood, California
- 2000 Musees de Strasbourg
- 1999 Musee National Centro de Arte Reina Solia, Madrid
- 1998 Bruce Museum, Connecticut·1997 Boca Raton Museum of Art, Florida
- 1995 Nassau County Museum of Art, New York
- 1995 Galleria d'arte Bergamo, Italy
- 1994 Hunter College Art Galleries, New York
- 1992 Isidore Ducasee Fine Arts, New York
- 1991-92 Miami International, Florida
- 1991 Musee National Centro de Arte Reina Sophia, Madrid, Spain
- 1991 Musee National d'Art Moderne, Paris, France
- 1990-91 ART/LA, Los Angeles, California
- 1990 Riva Yares Gallery, Scottsdale, Arizona·Fundacion Cultural Mapfre Vida, Madrid
- 1989-90 Las Palmas de Gran Canaria, Centro Atlantico de Arte Moderno
- 1989 Schim Kunsthalle, Frankfurt, Germany
- 1989 Palazzo Reale, Milan, Italy
- 1977 Rutgers University Art Gallery, New Brunswick, New Jersey
- 1977 Nashville Museum, Tennessee
- 1976 Meredith Long Gallery, Houston, Texas
- 1976 Ankrum Gallery, Los Angeles, California
- 1970 University of Texas, Austin
- 1964 New York World Fair
- 1964 Museum of Fine Arts, Boston, Massachusetts
- 1964 Whitney Museum, New York
- 1963 Allentown Art Museum, James A. Michener Foundation, Pennsylvania
- 1963 Columbia Museum of Art, South Carolina
- 1963 Herron Museum of Art, Indianapolis, Indiana
- 1962 Birmingham Museum of Art, Alabama
- 1961 Decorative Arts Center, New York
- 1961 Mary Washington College, Fredericksburg, Virginia
- 1961 Massachusetts Institute of Technology, Cambridge
- 1960 Walker Art Center, Minneapolis, Minnesota
- 1960 University of Colorado, Boulder
- 1960 Marton May Exhibition, St. Louis, Missouri
- 1960 Martha Jackson Gallery, New York
- 1960, 1977 Minnesota Museum of Art, St. Paul
- 1959 Michigan State University
- 1959 De Cordova & Dana Museum, Massachusetts
- 1959 American Federation of Arts, New York
- 1959 Smithsonian Institution, Washington, D.C.
- 1959 Rhode Island School of Design, Providence
- 1958 Gutai 9, Osaka, Japan
- 1958, 1962 Virginia Museum of Fine Arts
- 1958 Inter-American Paintings & Prints Biennial, Mexico City
- 1959, 1957 Indiana University, Bloomington
- 1955 Munson-Williams Proctor Institute, Utica, New York
- 1954-55, 1961 Guggenheim Museum, New York
- 1953-54 Museum of Modern Art, New York
- 1953, 1954 University of Nebraska
- 1953 Biennale, São Paulo
- 1952 Saarbrücken
- 1952 Architectural Figurativa, Milan Italy
- 1952 Galleria del Cavallino, Venice, Italy
- 1952 Artists Spaziale, Trieste
- 1952 Premio Gianni, Milan, Italy
- 1951 Third Tokyo Annual
- 1951 Ninth Street Annual, New York
- 1950, 1986 Biennale, Venice, Italy
- 1948-51, 1953, 1960, 1961 University of Illinois
- 1947 Pasedot Gallery, New York
- 1947 Toledo Museum of Art
- 1947 University of Iowa
- 1947 Exposition Surrealist, Prague
- 1946 Albright-Knox Art Gallery, Buffalo
- 1946, 1963 Herron Museum of Art, Indianapolis
- 1945-47 Bignou Gallery, New York
- 1945, 1954, 1956, 1958–59, 1961–63, 1964, 1970 Whitney Annual, New York
- 1945, 1947, 1957 Pennsylvania Art Academy
- 1945, 1947, 1956, 1960-61 Cocoran Gallery, Washington D.C.
- 1945, 1954, 1957, 1960 Chicago Art Institute
- 1945, 1947, 1950, 1951, 1952, 1954, 1958, 1961 Carnegie International

## Onorificenze
- 1954-56, 1963-64 Member of the Jury of Fulbright Scholarship Program
- 1960, 1961, 1962 Visiting Lecturer at Yale University
- 1962-72 Member of the Yale University Council for Arts and Architecture
- 1970, 1972 Chairman National Committee, University Art Museum of California, Berkeley